# (10604) Susanoo
(10604) Susanoo est un astéroïde de la ceinture principale.

## Description
(10604) Susanoo est un astéroïde de la ceinture principale. Il fut découvert le 3 novembre 1996 à Oohira par Takeshi Urata. Il présente une orbite caractérisée par un demi-grand axe de 3,18 UA, une excentricité de 0,11 et une inclinaison de 11,1° par rapport à l'écliptique.

## Compléments